# Christian Karl Josias von Bunsen

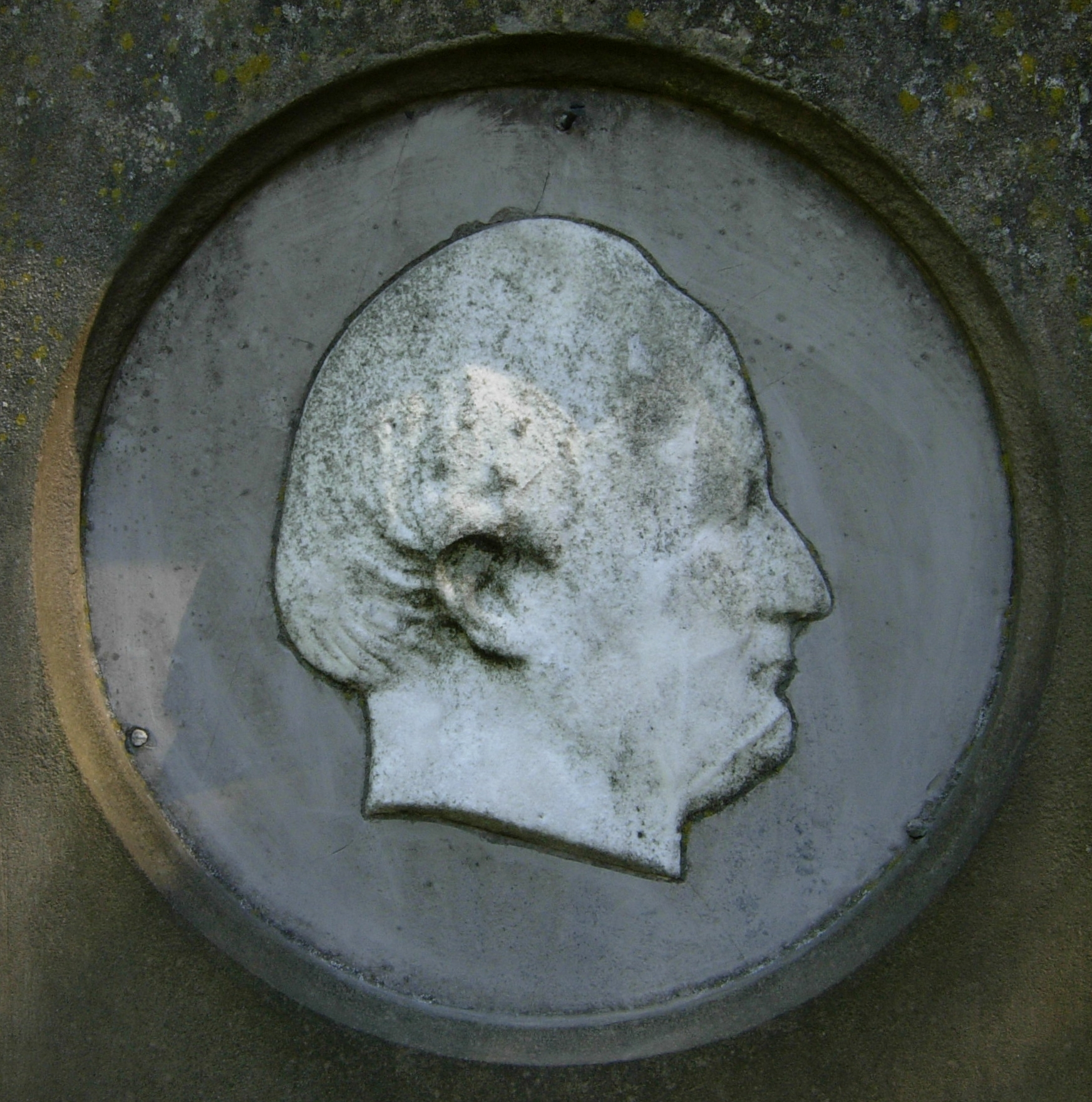
Placa conmemorativa, en Bonn, de Christian Karl Josias von Bunsen.

Christian Karl Josias, barón von Bunsen (25 de agosto de 1791, Korbach-28 de noviembre de 1860, Bonn) fue un escritor, sabio y diplomático prusiano del siglo XIX.

## Biografía
Su padre fue un granjero que, empujado por la pobreza, se convirtió en soldado. Tras estudiar en la escuela de gramática de Korbach y en la Universidad de Marburg, Bunsen ingresó en la Universidad de Gotinga a los diecinueve años y estudió filosofía con Christian Gottlob Heyne, convirtiéndose por recomendación de Heyne en tutor de William Backhouse Astor. Ganó el premio de ensayo de la universidad en 1812 con su tratado De Iure Atheniensium Hœreditario / Ley ateniense de la herencia, y unos meses más tarde la Universidad de Jena le otorgó el título honorífico de doctor en filosofía.
Durante 1813 viajó extensamente con Astor por Alemania e Italia. A su regreso a Gotinga, él y sus amigos formaron el núcleo de una sociedad filológica y filosófica y se propuso un vasto programa de estudio que incluía filología semítica y sánscrita. Estudió la religión, las leyes, el idioma y la literatura de las razas teutónicas, perfeccionando su conocimiento de las lenguas escandinavas en una visita a Dinamarca y Suecia. Ya había estudiado hebreo de joven y ahora lo hacía con el árabe en Múnich, con el persa en Leiden y con las lenguas escandinavas en Copenhague. En Viena conoció a Friedrich von Schlegel; en Múnich, a Schelling y Friedrich Thiersch y se unió a este último para estudiar persa y leer leyes con Ludwig Feuerbach.
El trabajo y el carácter del historiador Niebuhr habían despertado el entusiasmo de Bunsen y a fines de 1815 viajó a Berlín para mostrar a Niebuhr el plan de investigación que se había trazado. Permaneció algunos meses en compañía del historiador y Niebuhr quedó tan impresionado con la capacidad de Bunsen que, dos años después, cuando Niebuhr se convirtió en el enviado prusiano en la corte papal de Roma, convirtió al joven erudito en su secretario. En el ínterin, Bunsen había desarrollado un trabajo asiduo entre las bibliotecas y colecciones de París y Florencia, donde se unió nuevamente a Astor. En julio de 1817 se casó con Frances Waddington, hija de un clérigo inglés.
Como secretario de Niebuhr, Bunsen intentó convencer a las autoridades prusianas de que ofrecieran un trato más justo a sus súbditos católicos, en lo que tuvo cierto éxito. Bunsen contribuyó en gran medida a los tres volúmenes de la Beschreibung der Stadt Rom (1830-43) y al estudio de la antigua Roma cristiana. Cuando el egiptólogo Champollion visitó Roma se convirtió en un seguidor del mismo frente a Young y también alentó a Lepsius a estudiar los jeroglíficos. El Instituto Arqueológico establecido en 1829 encontró en Bunsen a su apoyo más activo. Y además fundó el hospital protestante en Tarpeian Rock en 1835.
Debido en parte a la sabia política del Conde Spiegel, arzobispo de Colonia, se hizo un arreglo por el cual la espinosa cuestión de los matrimonios "mixtos" (es decir, entre católicos y protestantes) quedó felizmente resuelta; pero el arzobispo murió en 1835, el arreglo nunca fue ratificado y el rey prusiano fue tan tonto como para designar como sucesor de Spiegel al integrista barón Droste. El papa aceptó con gusto el nombramiento, y en dos años la política de los jesuitas provocó la confrontación que Bunsen y Spiegel habían intentado evitar. Bunsen presentó su renuncia y fue aceptada en abril de 1838.
Tras dejar Roma fue a Inglaterra, donde, a excepción de un breve período como embajador prusiano en Suiza (1839-1841), estaba destinado a pasar el resto de su vida oficial. El acceso al trono de Prusia de Federico Guillermo IV el 7 de junio de 1840 provocó un gran cambio en la carrera diplomática de Bunsen. Desde su primer encuentro en 1828, los dos hombres habían sido amigos íntimos y habían intercambiado ideas en una correspondencia que fue publicada en 1873. El entusiasmo por la religión evangélica y la admiración por la Iglesia Anglicana que tenían en común inspiró a Bunsen y al rey establecer en Jerusalén un obispado pruso-anglicano como una especie de anuncio de la agresiva unidad y fuerza del protestantismo.
La misión especial de Bunsen a Inglaterra (de junio a noviembre de 1841) fue completamente exitosa a pesar de la oposición de los altos clérigos ingleses y los extremistas luteranos. El obispado de Jerusalén, con el consentimiento del gobierno británico y el estímulo activo del arzobispo de Canterbury y el obispo de Londres, fue debidamente establecido y dotado de dinero prusiano e inglés, y durante cuarenta años se mantuvo como símbolo aislado de unidad protestante y piedra de escándalo para los católicos anglicanos.
Durante su estancia en Inglaterra, Bunsen se hizo muy popular entre todas las clases de la sociedad y fue elegido por la reina Victoria entre los tres nombres propuestos por el rey de Prusia como embajador en Saint James. En este puesto permaneció durante trece años. Su mandato en la oficina coincidió con un período crítico en los asuntos prusianos y europeos que culminó en la revolución de 1848. Bunsen se había dado cuenta de la importancia de los signos que anunciaban estas revoluciones, y trató en vano de llevar a Federico Guillermo a una política que lo hubiera colocado a la cabeza de una Alemania unida y libre. En Berlín, en 1844, se le pidió que expusiera sus puntos de vista sobre la cuestión de la concesión de una constitución a Prusia, y presentó una serie de memoriales que expresaban la necesidad de una asamblea deliberativa.
Sintió amargamente la humillación de Prusia por Austria tras la victoria de la reacción; y en 1852 puso su firma a regañadientes en el tratado que, en su opinión, rindió los "derechos constitucionales de Schleswig y Holstein". Toda su influencia estaba ahora dirigida a retirar a Prusia de la influencia destructora de Austria y Rusia, e intentar acercar los lazos que la unían a Gran Bretaña. Cuando estalló la guerra de Crimea instó a Frederick William a que compartiera su suerte con las potencias occidentales y creara una distracción en el noreste que habría obligado a Rusia a cumplir con los términos. El rechazo de su consejo y la proclamación de la actitud de "neutralidad benevolente" de Prusia, lo llevaron en abril de 1854 a ofrecer su renuncia, que fue aceptada. Fue elegido Miembro Honorario Extranjero de la Academia Estadounidense de las Artes y las Ciencias en 1853.
La vida de Bunsen como hombre público estaba prácticamente terminando. Se retiró primero a una villa en el Neckar cerca de Heidelberg y luego a Bonn. Se negó a presentarse a un puesto en la Cámara Baja de la dieta prusiana por los liberales, pero siguió teniendo interés activo en la política y en 1855 publicó en dos volúmenes una obra, Die Zeichen der Zeit: Briefe, etc., que ejerció una inmensa influencia en revivir el movimiento liberal que el fracaso de la revolución había aplastado. En septiembre de 1857 Bunsen asistió, como invitado del rey, a una reunión de la Alianza Evangélica en Berlín; y uno de los últimos documentos firmados por Frederico Guillermo fue el que le confirió el título de barón y la nobleza de por vida. En 1858, a petición especial del regente (luego el emperador) Guillermo, tomó su asiento en la Cámara de los Lores de Prusia y, aunque permaneció en silencio, apoyó el nuevo ministerio, en el que estaban sus amigos políticos y personales.
El trabajo literario fue, sin embargo, su principal preocupación durante todo este período. Dos descubrimientos de manuscritos antiguos hechos durante su estancia en Londres, el que contiene un texto más breve de las Epístolas de San Ignacio, y el otro una obra desconocida sobre todas las herejías por el obispo Hipólito, ya lo habían llevado a escribir su Hipólito y su Edad: Doctrina y práctica de Roma bajo Commodus y Severus (1852).
Concentró después todos sus esfuerzos en una traducción de la Biblia con comentarios, el Bibelwerk. Mientras la preparaba, publicó su Dios en la Historia, donde sostiene que el progreso de la humanidad marcha paralelo a la concepción de Dios formada en cada nación por los máximos exponentes de su pensamiento. Al mismo tiempo, publicó en la prensa, asistido por Samuel Birch, los volúmenes finales de su obra (publicados en inglés y en alemán) El lugar de Egipto en la historia universal. Este trabajo contenía una reconstrucción de la cronología egipcia, junto con un intento de determinar la relación que el idioma y la religión de ese país tenían con las razas arias y no arias más antiguas. Sus ideas sobre este tema se desarrollaron en su totalidad en dos volúmenes publicados en Londres antes de abandonar Inglaterra.
Su obra más importante, Bibelwerk für die Gemeinde, cuya primera parte se publicó en 1858, estaba destinada a completarse en 1862, lo ocupó durante casi 30 años como punto central en el que todas sus energías literarias e intelectuales confluían, pero murió antes de que pudiera terminarlo. Tres volúmenes de Bibelwerk fueron publicados a su muerte. El trabajo se completó con su mismo espíritu con ayuda de manuscritos bajo la dirección de Hollzmann y Kamphausen.
En 1858 la salud de Bunsen comenzó a fallar; las visitas a Cannes en 1858 y 1859 no mejoraron, y murió el 28 de noviembre de 1860 en Bonn. Una de sus últimas peticiones fue que su esposa anotara los recuerdos de su vida en común, y publicó sus Memorias en 1868, con gran parte de su correspondencia privada. La traducción alemana de estas Memorias agregaba extractos de documentos inéditos, arrojando una nueva luz sobre los eventos políticos en los que participó. Las cartas del Barón Humboldt a Bunsen fueron impresas en 1869.

## Obras[6]
- Beschreibung der Stadt Rom, 3 v. 1840-1843.
- Die Basiliken des christlichen Roms, 1843. Basílicas de Roma
- Ägyptens Stelle in der Weltgeschichte, 5 vols, 1844-1857.
- Ignatius von Antiochien und seine Zeit, 1847. Ignacio de Antioquía y su época
- Hippolytus und seine Zeit, 2 v., 1852/1853. Hipólito de Roma y su época[6]
- Die Zeichen der Zeit, 2 v., 1855.
- Gott in der Geschichte oder Der Fortschritt des Glaubens an eine sittliche Weltordnung, 3 v. 1857-1858. Cartas sobre la libertad de conciencia
- Allgemeines evangelisches Gesang- und Gebetbuch zum Kirchen- und Hausgebrauch, 1833.
- Vollständiges Bibelwerk für die Gemeinde, 9 v., 1858-1870.